# Notholca rectospina
Notholca rectospina is een raderdiertjessoort uit de familie Brachionidae. De wetenschappelijke naam van deze soort is voor het eerst geldig gepubliceerd in 1964 door Kutikova.